# 耶律滑哥
耶律滑哥（やりつ かつか、生年不詳 - 913年）は、遼（契丹）の皇族。字は斯懶。

## 経歴
仲父隋国王耶律釈魯の子として生まれた。父の妾を殺し、発覚をおそれて蕭台哂らとともに釈魯を殺害した。台哂は処罰されたが、滑哥は処罰されなかった。
太祖元年（907年）、耶律阿保機が即位すると、惕隠に任じられた。太祖6年（912年）、耶律剌葛・耶律迭剌らの諸弟の反乱に加担した。反乱が鎮圧されると、群臣の評議により、滑哥の罪を許すことはできないと決議され、その子の耶律痕只とともに凌遅により処刑された。その資産は剥奪されて軍士に分与された。耶律阿保機は「滑哥は上天をおそれず、君にそむいて父を弑し、その悪は言うべからず。諸弟が乱をなしたのは、みなこの人がこれを教えるなり」と評した。

## 伝記資料
- 『遼史』巻112 列伝第42 逆臣上